# Leptodontium proliferum
Leptodontium proliferum är en bladmossart som beskrevs av Theodor Carl Karl Julius Herzog 1916. Leptodontium proliferum ingår i släktet groddmossor, och familjen Pottiaceae. Inga underarter finns listade i Catalogue of Life.